# Hôpital Raymond-Poincaré

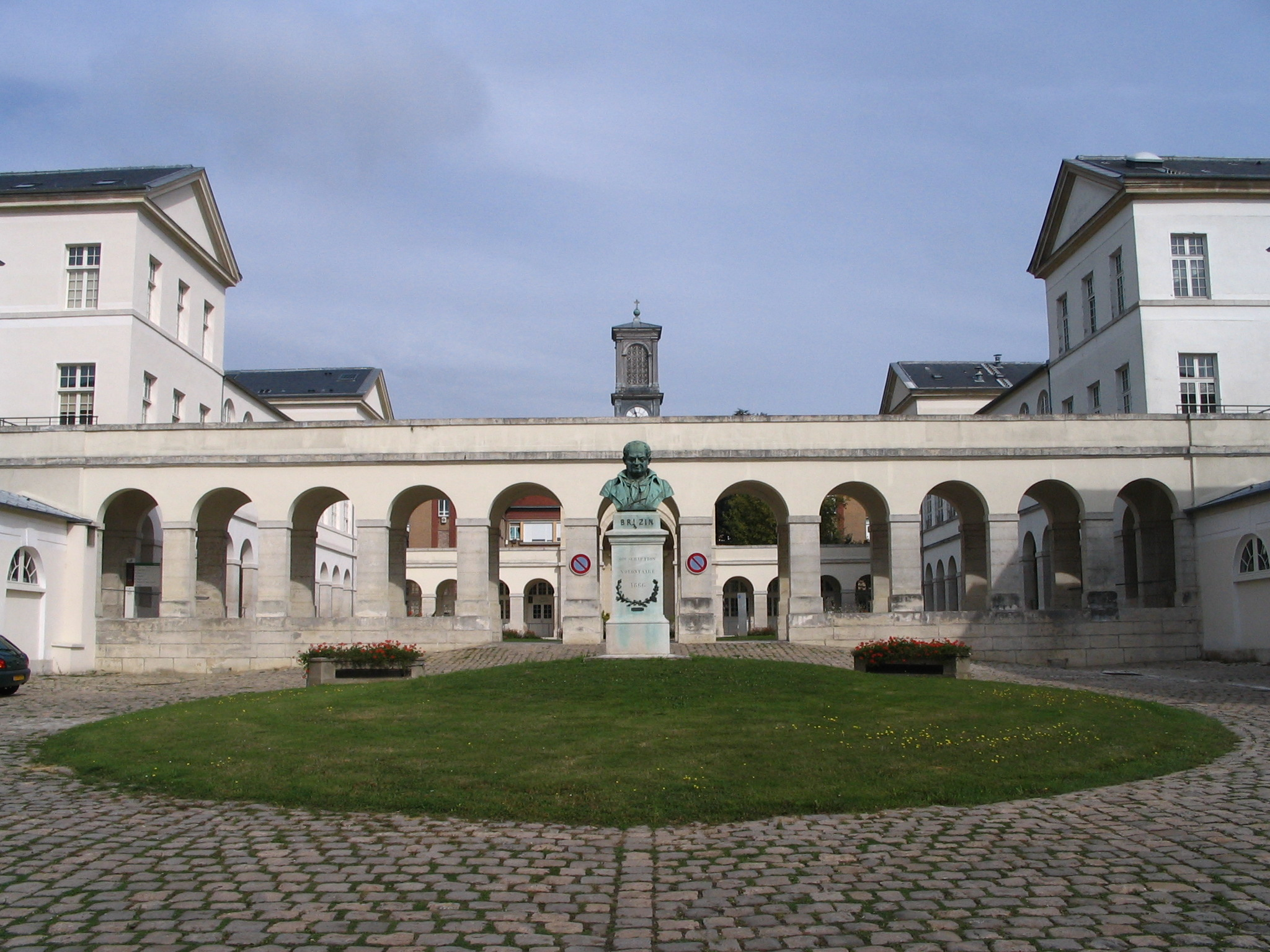
Hôpital Raymond-Poincaré

Das Hôpital Raymond-Poincaré ist ein Krankenhaus in Garches (Frankreich), das 1936 gegründet wurde. Es gehört heute zum öffentlichen Krankenhausverbund Assistance publique – Hôpitaux de Paris (AP-HP). Die Adresse lautet 104 Boulevard Raymond Poincaré.
Es ist ein Lehrkrankenhaus der Universität Versailles.